# Semaine des As 2003
Navigation
Mulhouse 2004
La 1e édition de la Semaine des As de basket-ball s'est déroulée du 17 au 20 février 2003 au Palais des Sports de Pau.

## Résumé
Pau-Orthez remporte cette première édition de la Semaine des As, disputée dans sa salle du palais des sports. Ce trophée sera le premier d'une longue série de la saison 2002-2003 puisque les Béarnais remportent également lors de cette saison le titre de champion de France et la Coupe de France. Ils remportent leurs trois matchs assez largement, la plus large victoire étant la finale gagnée face à Le Havre (101-80).

## Tableau
|  | Quarts de finale      | Quarts de finale  |            |     | Demi-finales      | Demi-finales      |  |  | Finale              | Finale              |
|  | Quarts de finale      | Quarts de finale  |            |     | Demi-finales      | Demi-finales      |  |  | Finale              | Finale              |
|  |                       |                   |            |     |                   |                   |  |  |                     |                     |
|  | Jeudi 17 février      | Jeudi 17 février  |            |     | Samedi 19 février | Samedi 19 février |  |  | Dimanche 20 février | Dimanche 20 février |
|  | Jeudi 17 février      | Jeudi 17 février  |            |     | Samedi 19 février | Samedi 19 février |  |  | Dimanche 20 février | Dimanche 20 février |
|  | Cholet                | 89                |            |     | Samedi 19 février | Samedi 19 février |  |  | Dimanche 20 février | Dimanche 20 février |
|  | Cholet                | 89                |            |     | Samedi 19 février | Samedi 19 février |  |  | Dimanche 20 février | Dimanche 20 février |
|  | Gravelines            | 69                |            |     | Samedi 19 février | Samedi 19 février |  |  | Dimanche 20 février | Dimanche 20 février |
|  | Gravelines            | 69                | Cholet     | 80  |                   |                   |  |  | Dimanche 20 février | Dimanche 20 février |
|  | Jeudi 17 février      |                   | Cholet     | 80  |                   |                   |  |  | Dimanche 20 février | Dimanche 20 février |
|  |                       | Pau-Orthez        | 91         |     |                   |                   |  |  | Dimanche 20 février | Dimanche 20 février |
|  | Pau-Orthez            | Pau-Orthez        | 91         | 90  |                   |                   |  |  | Dimanche 20 février | Dimanche 20 février |
|  | Pau-Orthez            |                   |            | 90  |                   |                   |  |  | Dimanche 20 février | Dimanche 20 février |
|  | Paris                 | 74                |            |     |                   |                   |  |  | Dimanche 20 février | Dimanche 20 février |
|  | Paris                 | 74                | Pau-Orthez | 101 |                   |                   |  |  |                     |                     |
|  | Vendredi 18 février   |                   | Pau-Orthez | 101 |                   |                   |  |  |                     |                     |
|  |                       | Le Havre          | 80         |     |                   |                   |  |  |                     |                     |
|  | Le Mans Sarthe Basket | Le Havre          | 80         | 88  |                   |                   |  |  |                     |                     |
|  | Le Mans Sarthe Basket | Samedi 19 février |            | 88  |                   |                   |  |  |                     |                     |
|  | Le Havre              | 95                |            |     |                   |                   |  |  |                     |                     |
|  | Le Havre              | 95                | Le Havre   | 92  |                   |                   |  |  |                     |                     |
|  | Vendredi 18 février   |                   | Le Havre   | 92  |                   |                   |  |  |                     |                     |
|  |                       | Nancy             | 86         |     |                   |                   |  |  |                     |                     |
|  | Lyon-Villeurbanne     | Nancy             | 86         | 58  |                   |                   |  |  |                     |                     |
|  | Lyon-Villeurbanne     |                   |            | 58  |                   |                   |  |  |                     |                     |
|  | Nancy                 | 68                |            |     |                   |                   |  |  |                     |                     |
|  | Nancy                 | 68                |            |     |                   |                   |  |  |                     |                     |

## Les vainqueurs
Entraîneur :  Claude Bergeaud
| Numéro | Nom               | Né en | Taille | Nationalité | Poste     |
| 4      | Frédéric Fauthoux | 1972  | 1,80   | France      | Meneur    |
| 5      | Dragan Lukovski   | 1975  | 1,88   | Serbie      | Meneur    |
| 6      | Mickaël Piétrus   | 1982  | 1,98   | France      | Ailier    |
| 7      | Cyril Julian      | 1974  | 2,06   | France      | Pivot     |
| 8      | Artur Drozdov     | 1980  | 1,98   | Ukraine     | Ailier    |
| 9      | Fabien Dubos      | 1977  | 2,07   | France      | Intérieur |
| 11     | Florent Piétrus   | 1981  | 2,0&   | France      | Intérieur |
| 12     | Kyle Hill         | 1979  | 1,88   | États-Unis  | Arrière   |
| 13     | Boris Diaw        | 1982  | 2,03   | France      | Ailier    |
| 14     | George Mdivani    | 1985  | 2,02   | Géorgie     | Intérieur |
| 15     | Rod Sellers       | 1970  | 2,06   | États-Unis  | Pivot     |